# Shirley Bassey
Shirley Bassey (eredeti nevén Shirley Veronica Bassey) (Cardiff, 1937. január 8. –) walesi énekesnő. A 20. század második felének legsikeresebb és legnépszerűbb brit énekesnőjének tartják.
Világszerte több mint 100 millió albumot adott el. Karrierje során tizenkét top 10-es dalt rögzített. II. Erzsébet brit királynő a dame címet adta neki munkásságáért, megkapta a francia Becsületrend kitüntetést és beiktatták a Grammy Hall of Fame-be.

## Gyerekkora
Shirley Veronica Bassey néven 1937. január 8-án született a walesi Cardiffhoz tartozó Tiger Bayben (ma Cardiff Bay) Eliza Jane Start és Henry Bassey hatodik, egyben utolsó gyermekeként. Apai ősei nigériai származásúak, édesanyja oldaláról pedig angolok. Három vér szerinti lánytestvérével, két fél lányféltestvérével és egy vér szerinti fiútestvérrel nőtt fel, akik édesanyja korábbi házasságából származtak.

## Karrierje
1953-ban, 16 éves korában kötötte élete első profi szerződését énekesként. Ezt követően, mindössze tizenhat évesen teherbe esett első gyermekével, Sharonnal. Bassey később soha nem árulta el, hogy ki a gyermek édesapja. A kislány születése után a fiatal énekesnő visszatért Cardiffba.
Első dala, a Burn My Candle 1956 februárjában jött ki, amikor Bassey tizenkilenc éves volt. A szuggesztív dalszöveg hatására a számot betiltotta a BBC. Egy évvel később Shirley Bassey már országszerte ismert előadó volt, a The Banana Boat Song című dala az angol zenei toplista nyolcadik helyét érte el. Az As I Love You dala kezdetben nem ért el sikereket, de néhány héttel a debütálás után 1959 januárjában az Egyesült Királyság zenei toplistájának első helyéig érte el. Bassey életében először lett toplistaelső egy dala, és egyben első alkalommal lett toplistaelső egy walesi előadó dala.

### A befutás évei; Bond-dalok
Az 1960-as évek elején felívelt Bassey karrierje. 1960-ban az As Long As He Needs Me című dala második helyet ért el az angol toplistán és harminc hétig szerepelt a listán, ami kiemelkedő teljesítmény. Ebben az évben szerepelt Shirley Bassey először az amerikai televízióban, debütálása a The Ed Sullivan Showban volt. 1962-ben együtt dolgozott Nelson Riddle-lal és zenekarával, ebből a produkcióból olyan dalok születtek, mint a What Now My Love, valamint a szintén toplistaelső Reach for the Stars és a Climb Ev'ry Mountain. 1963-ban jött ki az I (Who Have Nothing) című dala, amely szintén első helyet ért el a zenei listán. Bassey ebben az időszakban a legismertebb brit énekesnő volt, hírnevét példázza, hogy Kennedy elnök hivatalba lépésének második évfordulójára rendezett ünnepségre is meghívást kapott a washingtoni Fehér Házba, ahol színpadra lépett.
1965-ben őt kérték fel, hogy énekelje el a legújabb Bond-film, a Goldfinger azonos című betétdalát. A filmzene, amelyet Bassey énekelt, a mai napig a legismertebb Bond-zene és no. 1. helyezést ért el az USA-ban. 1967-ben jelent meg az egyik leghíresebb kislemeze, a Big Spender. A címadó dalt minden koncertjén eljátssza, 2001-ben Fülöp edinburgh-i herceg 80. születésnapi partiján is elénekelte a bohókás szerzeményt.
Bassey legsikeresebb időszaka az 1970-es évek elején volt. 1970-ben visszatért az Egyesült Királyságba, és bemutatta az új stílusát, amivel búcsút intett a hagyományos pop zenének és megtalálta saját jegyeit, hangját. A Something, a Never Never Never nagy sikereket ért el. 1974-ben került a piacra a Nobody Does It Like Me album. A The Shirley Bassey Singles Album (1975) és 25th Anniversary Album (1978) válogatásalbumok aranylemezek lettek, utóbbi platina minősítést is kapott.
1970 és 1979 között tizennyolc dala jutott fel az angol zenei toplistára. 1971-ben másodjára kérték fel a James Bond-filmekhez, hogy énekeljen el egy betétdalt: Diamonds Are Forever az egyik leghíresebb szerzeménnyé vált repertoárjában. 1976-ban elindította a The Shirley Bassey Show nevű hat epizódból álló saját show műsorát a BBC műsorán. 1978-ban kisebb afférja volt: elismerte, hogy részegen belekötött egy rendőrbe. 1979-ben énekelt utoljára Bond-betétdalt, a Moonraker című filmhez készült azonos című dalt énekelte fel, ami szintén jelentős sikereket ért el.

### 1980-as, 1990-es évek
Az 1980-as években kevesebbet dolgozott és jelentősen kevesebb albumot jelentetett meg. 1984-ben jelent meg szintén híres dala, az I Am What I Am. 1997-ben szuperkoncerttel ünnepelte hatvanadik születésnapját. Az ünnepségen részt vevő vendégek egybehangzó véleménye az volt, hogy nem hitték el, hogy az énekesnő valóban betöltötte a hatvanadik életévét, fiatalokat meghazudtoló bombázókülsejéről az újságok is írtak. A koncertfelvételt később The Birthday Concert címmel kiadták, Grammy-díjra jelölték. 1998-ban az egyiptomi Szfinx és a gízai piramisok közelében tartott szabadtéri koncertet.
A következő évben a rögbi világkupa hivatalos dalát, a World in Union című dalt ő énekelt el.

### 2000–es évek
A 2000-es évek elején csak két válogatáslemeze jelent meg, új számokat nem dolgozott fel. 2002. június 3-án Elton Johnnal, Paul McCartneyval, Annie Lennoxszal, Eric Claptonnal, Tony Bennettel, Cliff Richarddal, Joe Cockerrel, Rod Stewarttal, Ricky Martinnal, Phil Collinsszal, Tom Jones-szal és a Queen együttessel közösen lépett színpadra II. Erzsébet brit királynő trónralépésének ötvenedik, jubileumi évfordulójára rendezett szuperkoncerten a Buckingham-palota előtt. A következő évben ünnepelte Bassey a saját ötven évét, amit a zenevilágban töltött.
2006-ban felénekelte Pink híres dalát, a Get the Party Started című popdalt a saját teátrális, nagy kiterjedésű hanglejtésében a Marks & Spencer karácsonyi televíziós hirdetési kampányának keretében. Az ő verziója hamarosan egy kultikus dallá avanzsálódott, az énekesnő következő albuma is ezt a címet kapta.
2007-ben hatalmas közönség előtt lépett fel a Glastonbury fesztiválon.
2008-ban váratlanul le kellett mondani a Nelson Mandela kilencvenedik születésnapi koncertjén való részvételt, mert sürgősségi műtétet kellett végrehajtani rajta, miután erős hasi bántalmakra panaszkodva mentővel kórházba szállították. Diamond Diva címmel 2008-ban jelent meg az életrajzi kötete.
2009-ben rögzítette legsikeresebb időskori albumát, a The Performance-ot. Többek között Gary Barlow és a Pet Shop Boys írt kifejezetten számára dalokat. Az album a huszadik helyen végzett az egyesült királysági album toplistán. 

### 2010-es évek
2011-ben két dalt énekelt el Mihail Gorbacsov 80. születésnapjára rendezett londoni ünnepségen, ugyanebben az évben a Classical Brit Awards zenei elismerés díjkiosztógáláján is énekelt. 2011-ben a BBC sugározta saját készítésű, 70 perces életrajzi drámát, a Shirleyt, amely Bassey korai éveiről és karrierjének beindulásáról szól. Az énekesnőt Ruth Negga színésznő alakította.
2013. február 24-én az Oscar-díjkiosztón vett részt, életében először énekelt Oscar-gálán az akkor 76 éves díva. A közönség álló ovációval fogadta a Goldfinger című dalát.
2014. november 17-én megjelent a Hello Like Before című albuma, mely magában foglalja a "Goldfinger" 50. évfordulójának újrafelvételét, valamint a "Diamonds Are a Girl's Best Friend" duettjét Paloma Faith-szel, amelyet Stuart Barr vezényelt.
2016 decemberében Bassey szerepelt a BBC 60 perces előadásában, amelyet David Walliams vezényelt.
2018. március 11-én Bassey előadta az "Almost Like Being In Love"- ot a londoni Palladiumban Sir Bruce Forsyth előtt tisztelegve. 2018. október 18-án az AMFAR (The Foundation for Aids Research) Los Angeles-i gáláján elénekelte a "Goldfinger"-t, a "Diamonds Are Forever"-t, az "Almost Like Being In Love"-ot, és az "I Am What I Am"-et.
2019 augusztusában fellépett az UNICEF nyári gáláján, a szardíniai Porto Cervóban, a "Goldfinger", a "Diamonds Are Forever", és az "S'Wonderful" című dalokkal. 2019. december 20-án megjelent a Ball & Boe TV karácsonyi különlegességén, elénekelve a "Have Yourself a Merry Little Christmas"-t, Michael Ball és Alfie Boe mellett.

### 2020-as évek
2020-ban, legutóbbi albuma az I Owe It All To You kiadásával Bassey lett az első női előadó, aki hét egymást követő évtizedben az UK Albums Chart top 40-ébe.
2022. október 4-én fellépett a „The Sound of 007: Live from the Royal Albert Hall” című filmben, amely a James Bond-film korszakának 60. évfordulójára emlékezett. Ő énekelte a két nyitódalt, a "Diamonds are forever" és a "Goldfinger"-t. 2023-ban II. Albert monacói herceg a Szent Károly-renddel tüntette ki.
2024 májusában Bassey jótékonysági aukciót hirdetett 80 ékszeréből és órájából, a Cartier, Van Cleef & Arpelsből, köztük egy Elton John gyémántgyűrűből az október 10-i Sotheby ’s Fine Jewels kiárusításon – mondta Nikita Binani, az ékszer üzletág vezetője.

## Magánélet
Az 1990-es évektől Monacóban lakik.
Magánemberként részt vett Margaret Thatcher, az első női brit miniszterelnök temetési szertartásán 2013 áprilisában.
Bassey megjelenése mindig elegáns, gyakorta drága ékszereket visel. Egyszer úgy nyilatkozott, "egy férfi elhagyhat, de a gyémántok soha."

## Házasság, család
Bassey 1961-ben házasodott össze Kenneth Hume homoszexuális filmproducerrel. A pár 1964-ben külön költözött, egy évvel később pedig elváltak. A férfi 1967-ben meghalt. A kapcsolat azért futott zátonyra, mert Bassey Peter Finch brit színésszel csalta férjét. Az énekesnő a vezető brit lapoknak nyilatkozva jelentette ki a botrány kirobbanása után, hogy nem házasodik össze Finchhel, mert nem érzi magát képesnek arra, hogy újraházasodjon.
1968 és 1981 között Sergio Novak felesége volt. A pár adoptált egy fiút, Michaeltől. Basseynek két leánya született, Sharon Novak 1954-ben, Samanta Novak pedig 1963-ban. A sajtóban éles találgatások indultak azzal kapcsolatban, hogy ki a gyermekek apja, de Bassey soha nem közölte. A lányok felnőttként Basseyre változtatták nevüket. Samanthát huszonegy éves korában, 1981-ben holtan találták. A hivatalos jelentés szerint öngyilkosságot követett el, de édesanyja évtizedeken át állította, hogy kizártnak tekinti ennek valószínűségét. 2010-ben újra nyomoztak az ügyben, ekkor a hatóságok elismerték, hogy feltételezhetően nem öngyilkosság következtében halt meg.
2009-ben az énekesnő unokája szerepelt a brit X Faktorban.